# Musa (Königin)

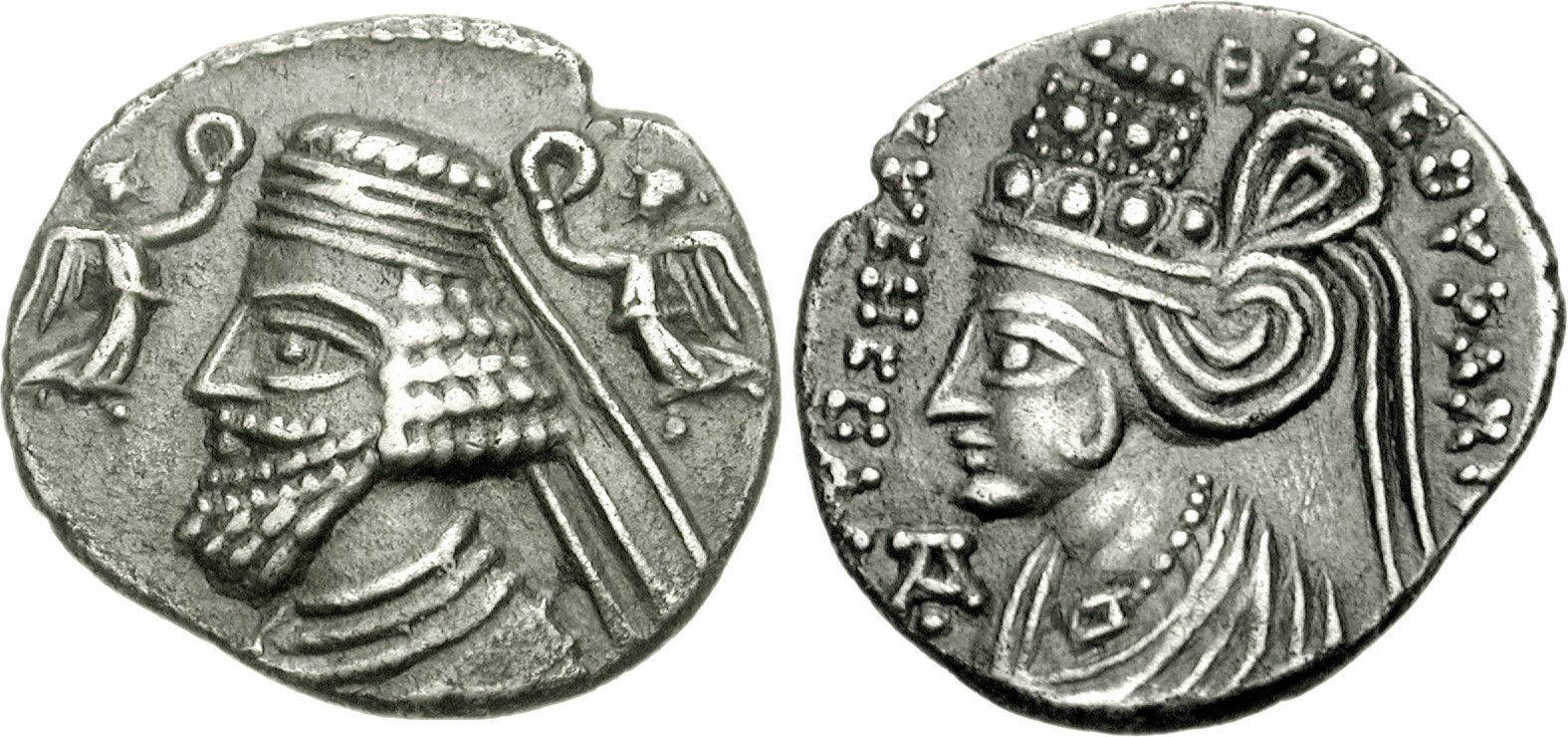
Münze von Phraatakes. Die Rückseite zeigt Musa

Musa (bei Flavius Josephus als Thermusa bezeichnet) war eine parthische Königin. Sie war zunächst die Gattin von Phraates IV. und später die des Phraatakes.
Im Jahr 20 v. Chr. gaben die Römer einen Sohn des Phraates IV. an den Herrscher zurück, der als Geisel gehalten worden war. Die Parther lieferten im Gegenzug von ihnen eroberte Feldzeichen und Gefangene an die Römer aus. Im Gefolge des Sohnes befand sich nun auch eine Sklavin, ebendiese Musa. Musa erlangte am Hof von Phraates IV. den Status einer Geliebten und gebar dem Herrscher einen Sohn: Phraatakes, worauf sie zur Gemahlin von Phraates IV. erhoben wurde.
Im Jahr 10 v. Chr. konnte sie den König überreden, seine vier ältesten Söhne zur Ausbildung nach Rom zu senden. Im Jahr 2 v. Chr. vergiftete sie ihren Gemahl und setzte ihren eigenen Sohn Phraatakes auf den parthischen Thron. Im Jahr 2 heiratete sie diesen sogar und erscheint fortan mit ihm auf seinen Münzen. Beide verschwinden anschließend von der politischen Bühne. Nach Josephus sind beide wegen ihrer Heirat umgebracht worden.
Musa ist fast nur durch die römische Geschichtsschreibung bekannt, die die Parther – als Hauptfeinde – in einem negativen Licht zeichnen.